# 阿拉澤亞河

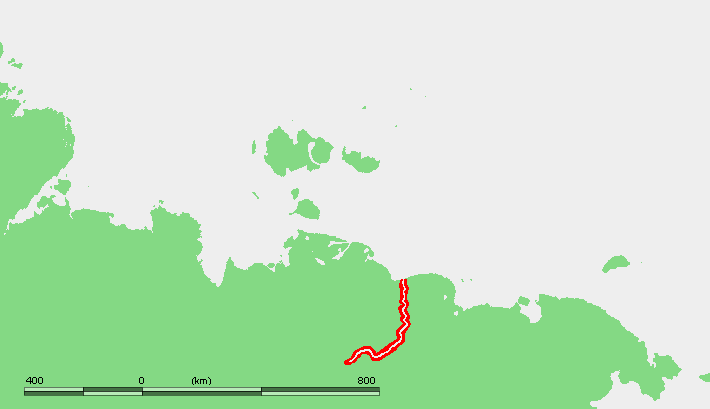

阿拉澤亞河是俄羅斯的河流，位於薩哈共和國東北部，河道全長1,520公里，流域面積64,700平方公里，河水主要來自融雪和雨水，發源自阿拉澤伊高原，最終注入東西伯利亞海。
70°51′42″N 153°40′46″E / 70.86167°N 153.67944°E